# Mission interministérielle de vigilance et de lutte contre les dérives sectaires
La Mission interministérielle de vigilance et de lutte contre les dérives sectaires (également désignée par l'acronyme Miviludes ou MIVILUDES) est un organisme de l'État français, créé en 2002.
Elle a pour mission d'observer et d'analyser le phénomène des dérives sectaires, d'informer le public sur les risques qu'elles représentent et de coordonner l'action préventive et répressive des pouvoirs publics.

## Fonctions de la mission
De 2002 à 2020, la création et l'existence de la mission interministérielle est fondée sur un décret présidentiel.
Le décret n° 2002-1392 du 28 novembre 2002 l'institue comme mission interministérielle de vigilance et de lutte contre les dérives sectaires. En 2020, la mission est rattachée au ministère de l'Intérieur et ses fonctions fixées par le décret n° 2020-867 du 15 juillet 2020 modifiant le décret de 2002.
En 2024, la Miviludes est dotée d'un statut législatif.
Ses pouvoirs et son rôle sont consacrés dans la Loi n° 2024-420 du 10 mai 2024 visant à renforcer la lutte contre les dérives sectaires et à améliorer l'accompagnement des victimes.
Elle est de ce fait instituée dans la loi n° 2001-504 du 12 juin 2001 tendant à renforcer la prévention et la répression des mouvements sectaires portant atteinte aux droits de l'homme et aux libertés fondamentales.
La santé et le bien-être constituant le premier domaine de risque de dérives sectaires, avec une offre accrue de pratiques de soins non conventionnelles, notamment via des canaux numériques, plusieurs des dispositions de la loi s'inscrivent dans le champ de la santé. La loi du 10 mai 2024 crée un nouveau délit d’abus de faiblesse sectaire, rajoute des circonstances aggravantes et allonge certains délais de prescription. Elle élargit les catégories d’associations susceptibles d’intervenir en matière de dérives sectaires et d’exercer des droits de la partie civile. La Miviludes voit son rôle renforcé auprès des services publics, notamment locaux.

La mission interministérielle, instituée par voie réglementaire, a désormais les missions suivantes :
- observer et analyser le phénomène des mouvements à caractère sectaire dont les agissements sont attentatoires aux droits de l'homme et aux libertés fondamentales, constituent une menace à l'ordre public ou sont contraires aux lois et règlements, ainsi que les nouvelles formes qu'ils peuvent prendre ;
- favoriser, dans le respect des libertés publiques, la coordination de l'action préventive et répressive des pouvoirs publics à l'encontre de ces agissements ;
- s'assurer, en lien avec le ministère de l'éducation nationale et le Conseil supérieur des programmes, d'intégrer la sensibilisation des élèves aux dérives thérapeutiques et sectaires dans les programmes de l'enseignement secondaire ;
- développer l'échange entre les services publics des informations sur les pratiques administratives dans le domaine de la lutte contre les dérives sectaires ;
- contribuer à l'information et à la formation des agents publics dans ce domaine ;
- informer le public sur les risques et, le cas échéant, les dangers auxquels les dérives sectaires l'exposent et faciliter la mise en œuvre d'actions d'aide aux victimes de ces dérives, le cas échéant en partenariat avec les associations accompagnant et aidant ces victimes ;
- participer aux travaux relatifs aux questions relevant de sa compétence menés par le Gouvernement au niveau international.
- remettre au Premier ministre un rapport annuel d'activité, qui est rendu public.
- recevoir des témoignages de victimes de dérives sectaires ou de tiers souhaitant témoigner de tels faits, des signalements individuels ou toute information sur l'existence ou le risque d'une dérive sectaire. Ces informations peuvent être publiées dans le rapport annuel. Les témoignages font l'objet de mesures d'anonymisation des personnes concernées.

La mission est informée, à sa demande et après accord du maire, des travaux conduits au sein des conseils locaux de sécurité et de prévention de la délinquance en matière de lutte contre les dérives sectaires.
Elle intervient sur l'ensemble du territoire national.
L’activité de la Miviludes et ses observations du phénomène sectaire font l'objet d'un rapport annuel disponible pour le public sur le site de la mission.
Sa mission d'information l'amène également à publier des guides spécifiques.

## Historique

### Contexte
Les autorités françaises ont créé la MIVILUDES pour succéder à la MILS (Mission interministérielle de lutte contre les sectes), qui elle-même a fonctionné à partir du 7 octobre 1998 pour succéder à l'Observatoire interministériel sur les sectes créé le 9 mai 1996. Ces organismes étaient chargés de coordonner la surveillance gouvernementale des sectes.
En février 1998, la MILS, dirigée par Alain Vivien, a publié son rapport annuel sur la surveillance des sectes en France. Les activités de la MILS et le passé d'Alain Vivien en tant que responsable d'une organisation anti-sectes (il a été président du Centre Roger Ikor de 1997 à 1998) ont parfois fait l'objet de critiques de la part de plusieurs organisations de défense des droits de l'homme, telles que la Fédération internationale d'Helsinki pour les droits de l'homme, ainsi que la United States Commission on International Religious Freedom, une agence du gouvernement des Etats-Unis. En janvier 1999, Vivien a demandé et obtenu une protection policière à la suite de menaces et du cambriolage de son domicile. Vivien a démissionné en juin 2002 sous les critiques.

### De la MILS à la Miviludes
Le 28 novembre 2002, un décret en Conseil des ministres (abrogeant le précédent décret) remplace la MILS par une Mission interministérielle de vigilance et de lutte contre les dérives sectaires (Miviludes).
L'idée sous-jacente à cette évolution de dénomination et de mission officielle est de court-circuiter les critiques suscitées par Alain Vivien, l'ancien président de la MILS, dont les actions avaient parfois prêté à polémique.
Sa mission est définie officiellement comme étant d'analyser « le phénomène des mouvements à caractère sectaire dont les agissements sont attentatoires aux droits de l'homme et aux libertés fondamentales ou constituent une menace à l'ordre public ou sont contraires aux lois et règlements ». Toujours attachée au Premier ministre à l'image de la MILS, elle est présidée par « une personnalité nommée par décret », aidée par un « comité exécutif de pilotage opérationnel » constitué de représentants et délégués des différents ministères, ainsi que par un « conseil d'orientation », constitué de personnalités issues de la société civile.

### Changement de présidence en 2005
À la fin du mois d'août 2005, Jean-Michel Roulet a été nommé nouveau président de la Miviludes par décret du Premier ministre et a indiqué qu'il voulait aider les victimes de sectes à dénoncer ce qu'elles ont subi. Il a estimé que la liste parlementaire des sectes de 1995 était « complètement caduque » mais reconnaît qu'elle « a permis de cerner le phénomène même si c'était de manière parfois erronée et partiellement incomplète ». Il a cependant déclaré qu'il entend privilégier la constitution d'une jurisprudence, avec des éléments concrets, et aimerait « avancer ne serait-ce que de cinq jugements » durant sa présidence. « La lutte antisectes n'est pas politicienne », a-t-il insisté, « les dérives sectaires sont un enjeu trop grave pour être purement politicien ».

### Redéfinition de la mission en 2008
Début janvier 2008, le gouvernement remet l'accent sur la répression des dérives plutôt qu'une stigmatisation a priori sur « des critères peu rigoureux ». Des changements dans l'organisation de la Miviludes sont envisagés mais, d'après les services du Premier ministre, sa dissolution n’est pas à l'ordre du jour. François Fillon confie d'ailleurs en avril 2008 à Georges Fenech une mission d'évaluation des « dispositifs judiciaires conçus pour lutter plus efficacement contre les dérives sectaires ».
Ayant été réintégré à la magistrature par décret du garde des Sceaux, l'ancien député UMP Georges Fenech est nommé à la présidence de la mission interministérielle. Il est alors considéré comme un « partisan de la ligne dure » par le quotidien Le Monde. Il est reconduit à ce poste en septembre 2011 puis en démissionne en 2012.
Il est alors remplacé à la présidence par Serge Blisko, médecin de formation et ancien député-maire socialiste de Paris (XIIIe), qui sera reconduit à cette fonction en 2015.

### Rattachement au ministère de l'Intérieur en 2020
Par décret du 15 juillet 2020, la Miviludes a été rattachée au ministère de l'Intérieur sous la présidence du secrétaire général du Comité interministériel de prévention de la délinquance et de la radicalisation (SG-CIPDR), qui comporte désormais un pôle « lutte contre les dérives sectaires » pour animer les politiques publiques « sur la lutte contre le séparatisme et sur les actions préventive et répressive à l’encontre des dérives sectaires »,.
L’éventualité d’une suppression des archives et du site internet de la Miviludes suscite des inquiétudes pour les membres de l’organisme chargés de l’accueil des victimes. L'existence du site n'est toutefois pas remise en cause et les archives devraient être conservées, au moins sous forme dématérialisée.
Alors que les membres de la mission interministérielle et les associations de lutte contre les sectes avaient exprimé des inquiétudes, la secrétaire générale de la Miviludes Anne Josso a finalement été rassurée : « Nous avons obtenu des garanties en terme d’effectifs et nous espérons poursuivre notre travail de la même manière ». Et d'autres, toujours en interne, se réjouissent de pouvoir « bénéficier du travail bien huilé du CIPDR » avec les préfets et les réseaux associatifs.
Privée de président depuis octobre 2018, le personnel de la mission passe de 14 à 8 membres et ses liaisons téléphoniques sont supprimées, ce qui suscite des critiques sur ses capacités d'action.
La pandémie de Covid-19 a causé le développement de formes d’emprises sectaires, liées à la santé ou au bien-être. Le complotisme et le survivalisme sont aussi des sujets de préoccupation. En avril 2021, Marlène Schiappa, ministre déléguée chargée de la Citoyenneté, annonce une multiplication par dix des moyens de la Miviludes, et prévoit des renforts,. Ainsi a-t-elle nommé la magistrate Hanène Romdhane, cheffe de service de la Miviludes, qui reste sous la présidence du secrétaire général du CIPDR, avec « pour objectif de rapprocher la Miviludes de la justice et d’améliorer les signalements judiciaires ».
Dans son rapport 2022, l'institution présente la forte augmentation de ses saisines en 2021. Selon la Miviludes, l'ampleur de la crise sanitaire a favorisé les dérives sectaires dans divers domaines. Cependant, faute de moyens suffisants accordés à la mission interministérielle, la magistrate Hanène Romdhane a démissionné le 14 décembre 2022 de son poste de cheffe de la Miviludes. À l'origine de cette annonce surprise, le journaliste Thibaut Schepman du média Les Jours a publié une enquête sur la « crise majeure » que rencontre l'institution officielle de lutte contre les dérives sectaires face au manque de moyens humains, aux dissensions internes et aux tentatives de récupération politique,.
En 2024, la Miviludes fait l’objet d’une série de plaintes déposées par la Coordination des associations et des particuliers pour la liberté de conscience (une ONG proche de l’Église de Scientologie), et mettant en cause la régularité de versements de subventions à des associations en 2021 et 2022 (notamment le Centre contre les manipulations mentales et ses associations satellites, et l’Union nationale des associations de défense des familles et de l’individu victimes de sectes, qui ont bénéficié d'une large part du montant global des appels à projet) .
La Coordination des associations et des particuliers pour la liberté de conscience (CAPLC) a gagné un procès contre l'Unadfi, et cette dernière a publié sur son site internet le droit de réponse de la CAPLC, qui affirme son indépendance et son caractère laïque
La Miviludes a aussi été saisie dans le cadre de pratiques exercées par des influenceurs. L'influenceuse française Ophenya, très suivie sur TikTok, a ainsi été bannie de la plateforme. Cette institution s'inquiète de certains contenus diffusés par Ophenya, qui pourrait être liés à des pratiques considérées comme relevant de dérives sectaires. La décision judiciaire est encore en cours d'instruction. Cette affaire reflète une vigilance accrue envers les influenceurs, notamment sur l'impact de leurs publications sur de jeunes audiences sensibles.
Nommé par la secrétaire d’État auprès du ministre de l’Intérieur chargée de la Citoyenneté Sonia Backès, le haut-fonctionnaire Donatien Le Vaillant prend sa nouvelle fonction de chef de la Miviludes le 1er février 2023. Deux ans et demi plus tard, il quitte la direction de la mission, officiellement pour « rejoindre son corps d'origine, l'inspection générale de l'administration ». Mais il serait plutôt motivé par un désaccord avec sa hiérarchie sur l'évolution de la structure, selon l'hebdomadaire Marianne, ce qui inquiète les associations de lutte contre les dérives sectaires.

### Institution par la loi en 2024
En 2024, sur l'initiative de la commission des lois du Sénat, l'article premier de la loi n° 2024-420 du 10 mai 2024 visant à renforcer la lutte contre les dérives sectaires et à améliorer l'accompagnement des victimes dote la Miviludes d'un statut législatif, alors qu'elle n'existait jusque-là que sur la base d'un décret présidentiel.
Elle est désormais instituée dans la loi n° 2001-504 du 12 juin 2001 tendant à renforcer la prévention et la répression des mouvements sectaires portant atteinte aux droits de l'homme et aux libertés fondamentales, dite « loi About-Picard ».

## Dérives sectaires

### Définition
Sur la base de son expérience accumulée d'environ 2 000 signalements par an, la Miviludes estime que la dérive sectaire peut être définie comme suit :
« Il s'agit d'un dévoiement de la liberté de pensée, d’opinion ou de religion qui porte atteinte à l'ordre public, aux lois ou aux règlements, aux droits fondamentaux, à la sécurité ou à l’intégrité des personnes. Elle se caractérise par la mise en œuvre, par un groupe organisé ou par un individu isolé, quelle que soit sa nature ou son activité, de pressions ou de techniques ayant pour but de créer, de maintenir ou d’exploiter chez une personne un état de sujétion psychologique ou physique, la privant d’une partie de son libre arbitre, avec des conséquences dommageables pour cette personne, son entourage ou pour la société.».

### Critères de dangerosité
La Miviludes, comme les commissions parlementaires avant elle, reprend pour définir les dérives sectaires les critères établis par les Renseignements généraux :
- la déstabilisation mentale ;
- le caractère exorbitant des exigences financières ;
- la rupture avec l'environnement d'origine ;
- l'existence d'atteintes à l'intégrité physique ;
- l'embrigadement des enfants, le discours antisocial, les troubles à l'ordre public ;
- l'importance des démêlés judiciaires ;
- l'éventuel détournement des circuits économiques traditionnels ;
- les tentatives d'infiltration des pouvoirs publics.

Elle ajoute à ces critères :
- la menace d'atteinte à l'ordre public ;
- des conditions de vie déstabilisantes ;
- les atteintes à des personnes en état de faiblesse et d'ignorance ;
- la sujétion mentale conduisant à des actes ou à des abstentions préjudiciables ;
- le refus des autres et l'isolement dans un groupe ;
- la violation des principes fondateurs de la République ;
- le non-respect des conventions internationales ratifiées par la France.

Elle précise cependant qu'un seul critère ne suffit pas à établir l'existence d'une dérive sectaire, mais que la déstabilisation mentale est toujours impliquée.

### Types de dérives
Dérives spirituelles et religieuses :
- Scientologie
- Témoins de Jéhovah
- La Famille

Dérives en lien avec les modes de vie alternatifs :
- Écovillage (One Nation)[43]

Dérives pseudo-scientifiques et pseudo-thérapeutiques :
- Pseudo-guérisseurs (crudivorisme, naturopathie)

Dérives idéologiques et politiques :
- Masculinisme (Mankind Project)
- Féminin sacré[44]

## Polémiques et critiques

### Polémiques sur les changements au sein de la Miviludes en 2005
En 2005, le gouvernement de Dominique de Villepin apporte un certain nombre de modifications à la composition de la Miviludes.
Son président, Jean-Louis Langlais, ayant fait valoir ses droits à la retraite, il est remplacé par Jean-Michel Roulet. Ce dernier déclare à l'AFP dès sa nomination le 29 septembre 2005 qu’il veut aider les victimes de sectes à dénoncer ce qu’elles ont subi. Étant donné l'orientation précédente, qui centrait son travail sur une approche sociologique du phénomène sectaire, ce changement a suscité diverses critiques.
Nathalie Luca, chargée de recherche au Centre d'études interdisciplinaires des faits religieux de l'École des hautes études en sciences sociales (EHESS) et membre de la Miviludes, en démissionne le 16 novembre en expliquant qu'elle refuse d'être liée « à un prévisible durcissement de la position de la Miviludes ». Un autre chercheur du CNRS, Sébastien Fath, a également refusé d'y participer, au motif qu'un unique sociologue dans la mission ne ferait que servir de caution.
À l'opposé, Catherine Picard, députée PS et présidente de l'Union nationale des associations de défense des familles et de l'individu (UNADFI), déclare en novembre 2005 que la Miviludes est trop timorée et ne remplit plus son rôle, « se bornant à communiquer une fois par an un rapport sur l'air de Tout va très bien » et affirme que certains membres du gouvernement Villepin, en particulier Nicolas Sarkozy, « s'affichent comme favorables aux sectes ».

### Critiques
Selon le sociologue des religions Olivier Bobineau, « la Miviludes amalgame secte, phénomène sectaire et dérive sectaire, sans en donner aucune définition ».

### Sur les listes de sectes
Le 13 février 2009, Le Parisien rapporte qu'il existerait des tensions au sein même du gouvernement autour d'un projet de création d'un nouveau « référentiel des mouvances et des pratiques témoignant de dérives sectaires » par la Miviludes,.

### Projet de loi portant sur la protection des membres de la Miviludes
Député des Ardennes et membre du Conseil d'orientation de la Miviludes, Philippe Vuilque a proposé l'amendement suivant dans le cadre de la proposition de loi sur la simplification du droit et l'allègement des démarches administratives : 
« Les membres de la mission interministérielle de vigilance et de lutte contre les dérives sectaires ne peuvent être recherchés, poursuivis, arrêtés, détenus ou jugés en raison des opinions qu’ils émettent dans le rapport annuel remis au Premier ministre dans l’exercice de leurs fonctions. »

À deux reprises, la proposition de loi a été adoptée à l'Assemblée nationale en suivant la procédure accélérée puis rejetée par une motion de rejet au Sénat. La commission des lois s'était particulièrement montrée réticente à une telle dérogation en faveur des membres de la mission interministérielle pour plusieurs raisons : 
« L'existence de la mission ne relève pas aujourd'hui de la loi. Par ailleurs, outre que le lien de cette disposition avec le texte mérite discussion, une telle immunité n'existe à ce jour que pour deux autorités administratives indépendantes, le Défenseur des droits et le Contrôleur général des lieux de privation de liberté, alors que cette mission interministérielle n'est pas une autorité indépendante. Une réflexion plus large, tant sur les immunités de certaines autorités administratives dans l'exercice de leurs fonctions que sur le rôle et les conditions de l'activité de la Miviludes, pourrait être pertinente. »
À la suite des rejets successifs par le Sénat en première lecture et en nouvelle lecture, la proposition de loi relative à la simplification du droit et à l'allègement des démarches administratives a été soumise et adoptée en lecture définitive par l'Assemblée nationale le 29 février 2012, avec l'article 134 qui protège la Miviludes contre toute poursuite pénale pour diffamation visant les propos publiés dans ses rapports annuels.
Finalement, plus de soixante députés (dont Philippe Vuilque) et plus de soixante sénateurs ont saisi le Conseil constitutionnel en application de l'article 61 alinéa 2 de la Constitution. Par sa décision du 15 mars 2012, le Conseil constitutionnel a censuré l'article 134 en tant que « cavalier législatif », constatant que ces dispositions « ne présentent pas de lien, même indirect, avec celles qui figuraient dans la proposition de loi ; que, par suite, elles ont été adoptées selon une procédure contraire à l'article 45 de la Constitution.».
En outre, dans le procès engagé contre le président de la Miviludes qui était mis en avant par le député Philippe Vuilque pour justifier l'adoption rapide de son amendement, Georges Fenech a été condamné pour diffamation publique à l'encontre de la Société française de défense de la Tradition, Famille et Propriété (TFP). Examinant les affirmations litigieuses dans le rapport annuel de la mission interministérielle, la 17e chambre du Tribunal correctionnel de Paris a relevé « le manque de rigueur dans les vérifications ainsi que le manque de prudence dans l’expression d’un organisme étatique qui ne saurait se livrer à des approximations ». Georges Fenech a annoncé qu'il ferait appel de ce jugement. Alors que la Cour d'appel de Paris avait débouté l'association TFP le 26 juin 2013, la Cour de cassation a finalement cassé cet arrêt le 16 septembre 2014 et renvoyé l'affaire devant la même cour d'appel autrement composée.

### Implication de la Miviludes contre les groupes radicaux et le djihad
Au mois de novembre 2014, le député et ancien président de la Miviludes Georges Fenech a demandé au Premier ministre Manuel Valls de confier à la Miviludes la mise en œuvre d'un « plan national de prévention contre le phénomène d’endoctrinement en vue du recrutement de candidats au djihad ». Selon lui, la Miviludes a les moyens d'agir pour « éradiquer sur notre territoire national le prosélytisme d’un islamisme radical, porteur de dérives gravement attentatoires à l’ordre public. »
Le président de l’époque, Serge Blisko, confirme l'engagement de la Miviludes dans la lutte contre la radicalisation islamiste en France : « Depuis près d’un an, nous travaillons sur la détection et la prévention des comportements radicaux. » Il explique tout le travail de formation qui a été réalisé par l'institution interministérielle : « Nous avons assuré la formation du personnel du numéro vert, mis en place en novembre par le ministère de l’Intérieur pour assister les familles confrontées au départ de mineurs pour la Syrie. On a également formé plusieurs centaines de fonctionnaires de préfectures sur le djihadisme, les concepts clefs de l’islam contemporain et les mécanismes de l’emprise mentale, notamment par internet. »
L'avocat Alain Garay explique lui aussi dans Les Échos que les manifestations du radicalisme religieux islamiste constituent des dérives sectaires selon la définition donnée par la Miviludes et qu'elles entrent donc dans son champ d'action. Il s'interroge donc sur l'implication de cet organisme public dans le contrôle du financement de ces formes de radicalisme religieux : « Aujourd’hui, en l’état de la situation, l’action de la Miviludes pourrait être centrale dans le cadre d’un plan spécifique d’actions de prévention et de contrôle notamment du financement des radicalismes religieux. Or, à ce jour, s’agissant des manifestations les plus violentes des radicalismes religieux en France un certain silence règne dans et hors les cabinets ministériels quant à la place et au rôle que la Miviludes devrait remplir pour assurer une action de pilotage stratégique en matière notamment d’enquêtes financières et fiscales. »

### Une mission mise en second plan depuis 2012
Un dossier de Libération du 15 avril 2015 dénonce la baisse de vigilance de l'État sur les dérives sectaires et l'inactivité de la Miviludes depuis quelques années, comme le montrent la discrétion de Serge Blisko, président depuis 2012, l'absence de mise à jour du site web et l’absence de parution de rapports depuis deux ans. Pourtant, la mission doit remettre chaque année un rapport d'activité au Premier ministre. Le dernier rapport serait prêt mais sa publication a été plusieurs fois reportée.
Les attentats terroristes islamiques qui ont commencé à prendre le devant de la scène médiatique et des priorités du gouvernement français, la Miviludes semblait être passée au second plan. On ne parlait plus de sectes ou de dérives sectaires mais d'islamisation. Les subventions ont dès lors commencé à baisser jusqu'à tomber à un budget de moins de 500 000 euros en 2018. En 2017, après la nomination au ministère de la Culture de Françoise Nyssen, la Miviludes est contrainte de rester en suspens sur tous éléments affectant l'anthroposophie dont elle est membre.
Serge Blisko, parti à la retraite en 2018, n'était toujours pas remplacé un an plus tard, malgré des candidatures de poids pour ce poste dont Catherine Picard.

## Liste des membres

### Présidents
Jusqu'au 15 juillet 2020, le président de la Miviludes était nommé par décret pour une durée de trois ans. Depuis le décret du 15 juillet 2020, la mission interministérielle est sous la présidence du secrétaire général du CIPDR.
| Identité                | Période           | Période        |
| Identité                | Début             | Fin            |
| ----------------------- | ----------------- | -------------- |
| Jean-Louis Langlais (d) | 2 décembre 2002   | septembre 2005 |
| Jean-Michel Roulet (d)  | 1er octobre 2005  | septembre 2008 |
| Georges Fenech          | 19 septembre 2008 | juillet 2012   |
| Serge Blisko            | 1er août 2012     | octobre 2018   |
| Christian Gravel (d)    | 8 octobre 2020    | 6 juin 2023    |
| Étienne Apaire (d)      | 25 août 2023      |                |

Le président reçoit une indemnité, fixée à 1 800 euros en 2003 puis 4 000 euros en 2013.

### Secrétaires généraux
Jusqu'au 15 juillet 2020, le secrétaire général de la Miviludes était nommé par arrêté du Premier ministre. Depuis le décret du 15 juillet 2020, la mission interministérielle n'a plus de secrétaire général.
| Identité            | Période            | Période          |
| Identité            | Début              | Fin              |
| ------------------- | ------------------ | ---------------- |
| Gilles Bottine (d)  | 1er février 2003   | 15 décembre 2005 |
| Catherine Katz (d)  | 15 décembre 2005   | 1er mai 2008     |
| Amélie Cladière (d) | 10 juin 2010       | 26 août 2010     |
| Hervé Machi (d)     | 1er septembre 2010 | 1er janvier 2013 |
| Julien Quéré (d)    | 28 octobre 2013    | 15 avril 2015    |
| Anne Josso (d)      | 15 avril 2015      | 15 juillet 2020  |

### Conseil d'orientation
Sont nommés en 2003 :
- Nicolas About (est remplacé en 2005 par Valérie Létard[Légifrance 9])
- Jean-Jacques Andrieux
- Claude Azéma
- Michel Bart (remplacé en 2006 par Alain Perret[Légifrance 10])
- Dominique Borne
- Jean-Pierre Brard
- Guillaume Cazelles
- Martine David
- Éric Doligé
- Michel Establier
- Georges Fenech
- Alain Gest
- Serge Girouy
- Daniel Groscolas
- Daniel Grunwald
- Jean-Jacques Hyest (remplacé en 2005 par Laurent Béteille[Légifrance 9])
- Isabelle Jalabert (remplacée en 2006 par Michèle Deroche[Légifrance 10])
- Christian Janet (remplacé en 2006 par Joaquim Marques[Légifrance 10])
- Serge Lagauche (remplacé en 2005 par Jean-Pierre Demerliat[Légifrance 11])
- Dominique Latournerie
- Chantal Lebatard
- Bernard Le Heritte (remplacé en 2006 par Catherine Picard[Légifrance 10])
- Nathalie Luca (remplacée en 2006 par Jacky Cordonnier[Légifrance 10])
- Michel Meslin
- Michel Monroy
- Jean-Pierre Morin
- Tobie Nathan
- Philippe-Jean Parquet
- Éric Raffin (remplacé en 2006 par Christine Dilger[Légifrance 10])
- Dominique Terre (remplacée en 2006 par Paul Michel[Légifrance 10])

Est nommée en 2007 :
- Dominique Versini[Légifrance 12]

Un nouveau conseil est nommé en 2021, puis en 2023.

## Publications de la Miviludes

### Rapports annuels
Depuis son existence, la Miviludes publie régulièrement ses rapports annuels, qui rendent compte de son activité, de l'actualité autour du phénomène sectaire, et qui aborde un ou plusieurs thèmes particuliers :
- Rapport annuel 2003 : des propositions d’action pour l’année à venir (protection des mineurs, aide aux victimes).
- Rapport annuel 2004 : une étude du « risque sectaire » dans sa spécificité propre et ses différentes dimensions (jurisprudence, secteurs concernés).
- Rapport annuel 2005 : la protection des mineurs et la sécurité des entreprises face à l'emprise sectaire ; risques de dérives dans l'aide humanitaire.
- Rapport annuel 2006 : le risque sectaire dans le domaine de la formation professionnelle et au sein des circuits économiques ; les stratégies d’influence mises en œuvre par les mouvements sectaires ; une étude comparative des dispositifs administratif et juridique en Europe et en Amérique du Nord.
- Rapport annuel 2007 : la pratique des « faux souvenirs induits » dans le domaine psychothérapeutique ; les risques inhérents à certaines techniques de vente et de coaching.
- Rapport annuel 2008 : les dérives sectaires dans le domaine de la santé.
- Rapport annuel 2009 : les mineurs et le risque sectaire.
- Rapport annuel 2010 : les discours apocalyptiques à l'approche de 2012.
- Rapport annuel 2011-2012 : le risque sectaire chez les personnes vulnérables ; bilan de la loi du 12 juin 2001.
- Rapport annuel 2013-2014 : l’emprise mentale au cœur de la dérive sectaire ; l’usage d’Internet comme vecteur de propagation de la pensée extrême.
- Rapport annuel 2015 : données chiffrées sur le fonctionnement de la Mission interministérielle ; synthèse des sollicitations les plus fréquentes ; prévention de la radicalisation.
- Rapport annuel d'activité 2016-2017 : contribution de la Miviludes en matière de prévention de la radicalisation ; résistance à la vaccination ; violences exercées à l’encontre des enfants ; maltraitance financière à l’encontre des personnes âgées ; mécanismes cognitifs et résonances émotionnelles dans le processus de radicalisation violente.
- Rapport annuel d'activité 2018-2020 : outre l'activité de la mission interministérielle, l'observation du risque sectaire dans la sphère bouddhiste et les églises évangéliques, les dérives dans la méditation et le yoga, ainsi que le développement du phénomène sectaire dans le numérique, sont également abordés.
- Rapport d'activité 2021 : le rapport fait le bilan des 20 années d'existence de la Miviludes pour lutter contre les dérives sectaires.

### Guides concernant les dérives sectaires
Depuis 2009, la Miviludes a sorti divers guides pratiques pour aider l'administration française et les collectivités publiques, tout comme le public en général, à déceler les risques de dérives sectaires et à connaître les outils légaux pour les combattre :
- L'agent public face aux dérives sectaires, La documentation française, 2009.
- Le satanisme : un risque de dérive sectaire, La documentation française, 2011.
- L’entreprise face au risque sectaire : un enjeu humain et économique, un défi professionnel, La documentation française, 2011.
- Les collectivités territoriales face aux dérives sectaires, La documentation française, 2011.
- La protection des mineurs contre les dérives sectaires, La documentation française, 2011.
- Savoir déceler les dérives sectaires dans la formation professionnelle, La documentation française, 2012.
- Santé et dérives sectaires, La documentation française, 2012.
- Protéger et respecter la citoyenneté de la personne âgée - prévention du risque de dérives sectaires en établissements sanitaires et médico-sociaux, La documentation française, 2018.

### Lettres d'information
D'avril 2009 à juin 2012, la Miviludes a publié une lettre d'information trimestrielle ayant « l'ambition d'offrir un éclairage sur son activité et d'être un outil d'information mais également d'évaluation de son travail ».